# Enzesfeld-Lindabrunn
Enzesfeld-Lindabrunn – gmina targowa w Austrii, w kraju związkowym Dolna Austria, w powiecie Baden. Liczy 4 178 mieszkańców (1 stycznia 2014).